# Gejza Kocsis
Gejza Kocsis, noto anche come Kocsis Géza (Presburgo, 25 novembre 1910 – 12 marzo 1958), è stato un calciatore ungherese con cittadinanza cecoslovacca, di ruolo attaccante.

## Palmarès

### Club

#### Competizioni nazionali
- Campionato ungherese: 2

Újpest: 1934-35, 1938-39

#### Competizioni internazionali
- Coppa Mitropa: 1

Újpest: 1939

### Individuale
- Capocannoniere del campionato cecoslovacco: 1

1932-33 (23 reti)